# Дондуков-Корсаков Олександр Михайлович
Дондуков-Корсаков Олександр Михайлович (24(12), за ін. даними, 29(17).09.1820–27(15). 04.1893) — військовий і державний діяч Російської імперії, генерал-ад'ютант (1869), генерал від кавалерії (1878), князь. Почесний громадянин міст Житомир (1874) і Київ (1875), почесний член Київського церковно-археологічного товариства (1876).

## Життєпис
Належав до старовинного роду Корсакових. Народився в м. Санкт-Петербург. Син камергера, майбутнього віце-президента Петербурзької АН князя М.Дондукова-Корсакова (1794—1869) і Марії Микитичні Дондукової-Корсакової.
Закінчив юридичний факультет Петербурзького університету зі ступенем кандидата (1840), після чого пішов у юнкери Кірасирського (Гатчинського) полку лейб-гвардії кірасирської дивізії. Від 1841 — корнет, на маневрах 1842 був контужений. 1843 року отримує звання поручника. Від 1844 — на Кавказі, став чиновником з особих доручень генерала Олександра Нейгарта. 1845 — у штабі М.Воронцова, учасник Даргінського походу у складі Першої карабінерної роти Литовського Єгерського батальйону, отримав поранення у ліву руку та ногу, від 1846 — його ад'ютант. У боях проти тамтешніх горців поранений.
У кампанії 1846 року Дондуков-Корсаков перебував у Кабарді під керівництвом генерала П. П. Нестерова проти Шаміля, та був в поході загону генерала І. М. Лабинцева до Малої Чечні. У кампанію 1847 року брав участь у січні у поході генерала Нестерова в Галашевську ущелину задля знищення непокірних аулів, у лютому був у набігу загону підполковника М.В. П. Слєпцова на чеченські хутори і потім був відряджений Воронцовим для огляду кордонів на перській та турецькій кордонах та інспектування донських козацьких полків на постах. Повернувшись у травні на Північний Кавказ, Дондуков-Корсаков брав участь в поході до Дагестану, де був при облозі та штурмі аулів Гергебіль і Салти, при взятті останнього був контужений у плече. За відмінність у походах 1847 року 12 жовтня отримав звання штабс-ротмістра і 19 листопада нагороджений орденом Св. Володимира 4 ступеню із бантом. Наприкінці 1847 року перейшов у лейб-гвардії Гусарський полк, з залишенням на посаді й у грудні брав участь у поході генерала Р.Фрейтага на річці Гойта.
У кампанію 1848 року був у походах у складі Чеченського загону і за відзнаку отримав 3 грудня орден св. Анни 2-го ступеня, у листопаді відряджений до Персії. У наступній кампанії продовжував діяти у складі Чеченського загону. 1850 року перебував на лівому фланзі Кавказької лінії і був у літній кампанії на річці Самура. Восени був відряджений до Криму для зустрічі спадкоємця цесаревича і супроводжував його у подорожі Кавказом. 20 жовтня отримав звання ротмістра, Дондуков-Корсаков 26 жовтня брав участь у бою з горцями на р. Рошня у присутності спадкоємця і за відзнаку отримав 5 листопада мечі до ордена св. Анни 2-го ступеня та 6 грудня 1850 року - чин полковника. У 1851 році перебував на річці Білій і неодноразово бував у перестрілках із горцями.
Восени 1852 року переведено до Нижегородського драгунського полку. 1853 року перебував за кордоном, де відвідав Алжир, ознайомився із французькою військовою організацією та тактикою придушення повстанього руху берберів. Брав участь у Кримській війні 1853—1856, служив ад'ютантом головнокомандувача Окремим Кавказьким корпусом М.Муравйова (Карського). 1854 року брав участь у битві при Курекдере, де отримав поранення у ліве плече, 28 грудня 1854 року отримав орден Святого Георгія 4 ступеню. 1855–58 командував Нижегородським драгунським полком. Спочатку перебував у складі блокадного корпусу під Карсом, за бій з турками при Джаврі отримав 8 листопада того ж року орден св. Володимира 3 ступеня з мечами, потім, перебуваючи у складі загону генерала П. П. Ковалевського, був у поході до Пеняка та бою при ньому. За штурм Карса отримав 17 вересня 1855 чин генерал-майора.
Брав участь у зимовому поході 1856 року проти чеченців, за що 28 вересня 1857 року отримав орден св. Станіслава 1 ступеню. 25 жовтня 1858 року князь Дондуков-Корсаков, через зіткнення з генерал-ад'ютантом М.М. І. Євдокимовим, який незаслужено образив одного з офіцерів полку, звернувся про звільнення з Нижньогородського полку.
Направлений до Донського козацького війська, з 1860 виконував обов'язки начальника штабу. 30 серпня 1861 року підвищено до генерал-лейтенанта. 1863 року звільнено у безтермінову відпустку.
1868 року зараховано на службу до відомства внутрішніх справ. 27 грудня 1868 року отримав орден Св. Володимира 2 ступеню з мечами. 26 листопада того ж року отримав звання генерал-ад'ютанта. Від 28(16) січня 1869 до 28(16) квітня 1878 обіймав посаду київського, подільського і волинського генерал-губернатора. Водночас 1877 командував Київським військовим округом. Активно протидіяв економічної діяльності юдеїв у Волинській губернії, 1870 року звернувся до Сенату щодо заборини жидам постійно проживати у Києві.
Учасник російсько-турецької війни 1877—1878. За наказом імператора Олександра II, формально залишаючись генерал-губернатором, очолив корпус російської армії в Болгарії (1877), став командиром східного загону (1878). 16 квітня 1878 року стає генералом від кавалерії. Як імператорський комісар і начальник окупаційних військ забезпечив розробку (очолював відповідну комісію), а потім прийняття болгарськими Установчими зборами 1879 року Органичного статуту, відомого як Тирновська конституція. З 30 серпня 1879 року був членом Державної ради.
Від 26(14) лютого 1880 — харківський тимчасовий генерал-губернатор (з підпорядкуванням йому Харківської, Полтавської і Чернігівської губерній, а за-тим іще Курської, Воронезької, Орловської) та командувач Харківським військовим округом (прибув до Харкова 21(09) березня того року), від 25(13) січня 1881 — одеський тимчасовий генерал-губернатор і командувач Одеським військовим округом. Не виявив жорсткості під час юдейських погромів в Одесі 1881 року. Навпаки у доповіді про ці події фактично звинувати жидів у подіях, що відбулися.
Від 1882 — головний цивільний і військовий урядовець на Кавказі, командувач місцевого військового округу. Під його головуванням утворена була комісія, яка виробила нове положення про управління Кавказом, запроваджене у 1883 році, також варто відзначити перетворення військово-народного управління та запровадження військово-кінської повинності. При ньому кавказькі джерела мінеральних вод (п'ятигорські, залізничні, кисловодські, підкумські, кумагорські, абастуманські та боржомські) визнані такими, що мають суспільне значення і приступлено до правильного їх улаштування. За ці праці був удостоєний алмазних знаків до ордена св. Олександра Невського. 1890 року наказав виселити усіх жидів з станиць Кавказького козачого війська та заборонити їм навіть тимчасове там мешкання.
Кавалер багатьох орденів, у тому числі — св. кн. Олександра Невського, св. Володимира 1-го ст., св. Анни 1-го ст., св. Станіслава 1-го класу, св. Георгія 4-го класу.
Помер у с. Полоне (Полоная) Псковської губернії (нині село Псковської обл., РФ).
Залишив після себе мемуари, опубліковані М. М. Стасюлевичем у двох томах у 1902 та 1903 рр.; іншу частину мемуарів було надруковано у кількох книгах альманаху «Старина і новизна» в 1902—1905 роках. Також йому належить дослідження про генеалогію свого роду (Тіфліс, 1886).